# A. J. 콜

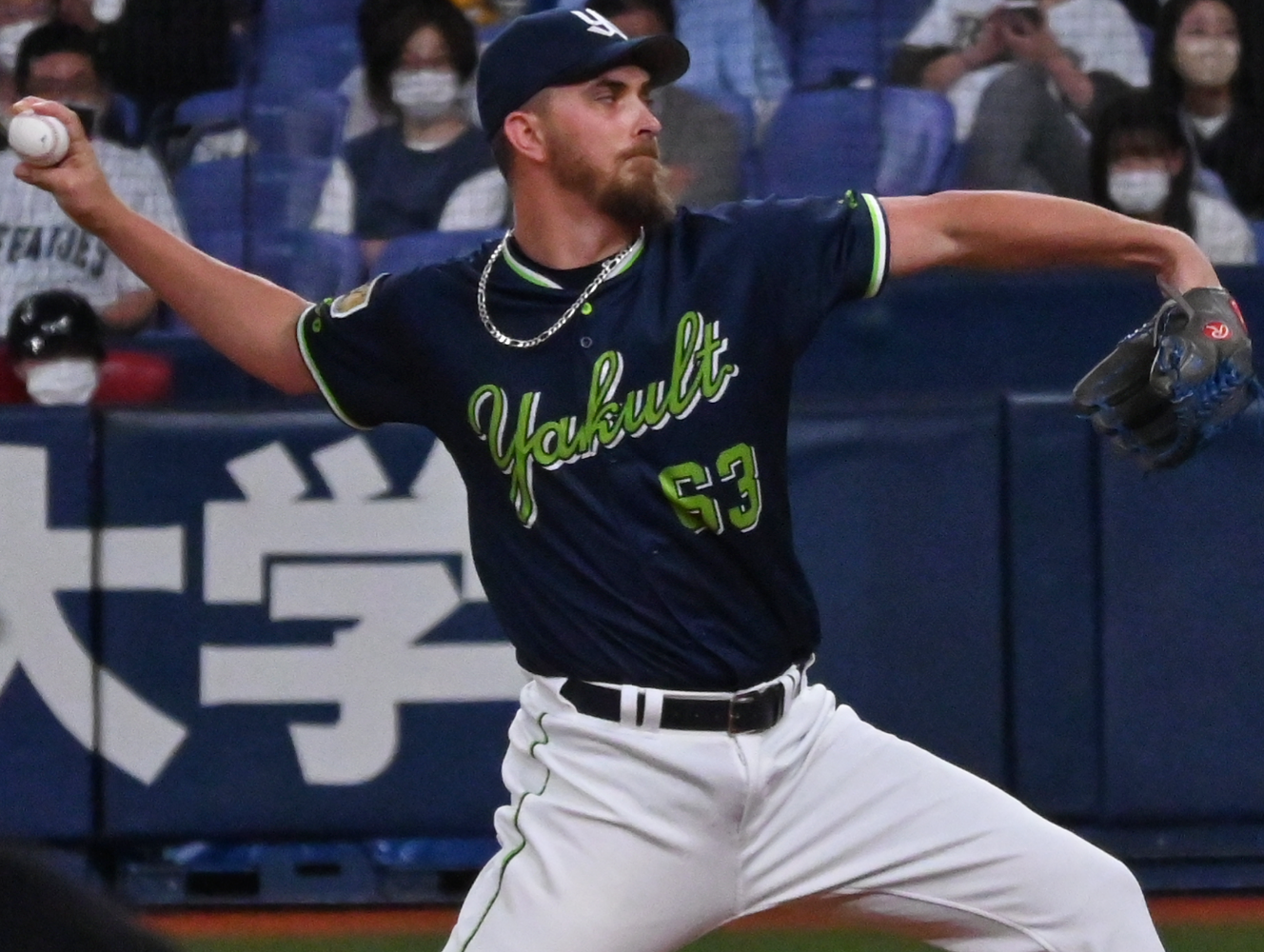
도쿄 야쿠르트 스왈로스에서의 모습

A. J. 콜(A. J. Cole, 본명: 앤드루 조던 콜, Andrew Jordan Cole, 1992년 1월 5일 ~ )은 미국의 프로 야구 투수이자 FA이다. 워싱턴 내셔널스, 뉴욕 양키스, 클리블랜드 인디언스, 토론토 블루제이스의 메이저 리그 베이스볼(MLB)과 도쿄 야쿠르트 스왈로스의 일본 프로야구(NPB)에서 활약했다.

## 아마추어 경력
콜은 플로리다 주 오비에도에 있는 오비에도 고등학교에 다녔다. 학교 야구팀에서 뛰었고, 대학 야구 장학금을 받고 마이애미 대학교에 진학하기로 약속했다. 2010년 메이저 리그 베이스볼 드래프트에서 잠재적인 1라운드 픽으로 고려된 콜은 마이애미에 대한 헌신과 높은 계약 보너스 요구로 인해 드래프트에서 떨어졌다. 워싱턴 내셔널스는 드래프트 4라운드에서 콜을 선택했다. 마이애미에 대한 헌신을 포기하는 대가로 200만 달러의 계약 보너스를 받았는데, 이는 4라운드 지명에 대한 기록적인 보너스였다.